# Maechidius konandus
Maechidius konandus är en skalbaggsart som beskrevs av Britton 1957. Maechidius konandus ingår i släktet Maechidius och familjen Melolonthidae. Inga underarter finns listade i Catalogue of Life.